# Фёдоровский заказник
Фёдоровский заказник (баш. Фёдоровка заказнигы) — государственный природный зоологический заказник республиканского значения, расположенный территории Фёдоровского района Республики Башкортостан, к западу от села Фёдоровка.

## Обзор
Заказник организован в соответствии с Постановлением Совета Министров Башкирской АССР от 27 июля 1989 года N 154. Постановлением Правительства Республики Башкортостан от 25 августа 2005 года N 189 заказник закреплён за государственным бюджетным учреждением «Дирекция по особо охраняемым природным территориям Республики Башкортостан». Заказник образован с целью сохранения и увеличения численности ценных видов диких животных.
Заказник создан на участках лесного фонда. Площадь заказника составляет 1709 га.
В заказнике встречается около 50 видов млекопитающих и 120 видов птиц, из которых 23 — представители охотничьей фауны.
Охране на территории заказника подлежат лось, кабан, косуля, лисица, енотовидная собака, горностай, барсук, куница лесная, рысь, хорь лесной, хорь степной, зайцы, белка, тетерев, рябчик, вальдшнеп, горлица, клинтух.
Обитает большое количество животных, которые не относятся к охотничьей фауне, но играют важную роль в биоценозе. Это канюк, коршун, пустельга, кобчик, чеглок, луговой лунь, ястреб тетеревятник и др.; представители отряда воробьиных — зяблик, жаворонок, чиж, дрозд и другие, из вроновых — ворон, сорока, галка, сойка, грач.